# Riccia mammifera
Riccia mammifera là một loài rêu trong họ Ricciaceae. Loài này được O.H. Volk & Perold mô tả khoa học đầu tiên năm 1986.